# Elton John (album)
Elton John er det andet studiealbum fra den britiske sanger Elton John, udgivet i april 1970. Albummet indeholder det store hit "Your Song".
Albummet blev indspillet i januar 1970 i Trident Studios i London og var Johns første album produceret af Gus Dudgeon. Albummet nåede topti på Billboard 200 og bliver af mange betegnet som det album, der for alvor satte gang i hans karriere.[kilde mangler]
I USA modtog albummet guldplade 17. februar 1971 af Recording Industry Association of America og blev nomineret samme år til en Grammy for årets album. I 2003 blev albummet placeret som nummer 468 på Rolling Stones liste over de 500 bedste album til alle tider.
Stilmæssigt er det meget præget af strygere, horn og symfoniorkester, men er dog blandet med den klassiske rockbesætning med guitar, bas og trommer. 

## Indhold
Al musik er komponeret af Elton John, alle tekster skrevet af Bernie Taupin.
| #   | Titel                      | Længde |
| --- | -------------------------- | ------ |
| 1.  | "Your Song"                | 4:02   |
| 2.  | "I Need You to Turn To"    | 2:35   |
| 3.  | "Take Me to the Pilot"     | 3:47   |
| 4.  | "No Shoestrings on Louise" | 3:31   |
| 5.  | "First Episode at Hienton" | 4:48   |
| 6.  | "Sixty Years On"           | 4:55   |
| 7.  | "Border Song"              | 3:21   |
| 8.  | "The Greatest Discovery"   | 4:12   |
| 9.  | "The Cage"                 | 3:28   |
| 10. | "The King Must Die"        | 5:04   |

## Medvirkende musikere
| - Elton John – piano, vokal, cembalo - Frank Clark – akustisk basguitar - Colin Green – guitar, spanske guitar - Roland Harker – guitar - Clive Hicks – akustisk guitar - Alan Parker – guitar - Caleb Quaye – guitar - Les Hurdle – basguitar - Dave Richmond – basguitar - Alan Weighall – basguitar - Brian Dee – orgel - Diana Lewis – Moog synthesizer - Paul Buckmaster – cello | - Skaila Kanga – harpe - David Katz – violin - Terry Cox – trommer - Dennis Lopez – percussion - Barry Morgan – trommer - Tex Navarra – percussion - Madeline Bell – baggrundsvokal - Tony Burrows – baggrundsvokal - Roger Cook – baggrundsvokal - Lesley Duncan – baggrundsvokal - Kay Garner – baggrundsvokal - Tony Hazzard – baggrundsvokal - Barbara Moore – baggrundsvokal |

## Hitlisteplaceringer
| Hitliste (1971)                  | Placering |
| -------------------------------- | --------- |
| Australien (Kent Music Report)   | 4         |
| Canada (RPM Albums Chart)        | 4         |
| Nederlandene (MegaCharts)        | 2         |
| Japan (Oricon)                   | 40        |
| Storbritannien (UK Albums Chart) | 5         |
| USA (Billboard 200)              | 4         |

## Certificeringer
| Land       | Certificering | Salg    |
| ---------- | ------------- | ------- |
| USA (RIAA) | Guld          | 500.000 |